# アソシエーテッド・エクイップメント
アソシエーテッド・エクイップメント・カンパニー (英: Associated Equipment Company、略称: AEC) は、1912年から1979年までバス、モーターコーチ、トラックなどを製造していたイギリスの自動車メーカーである。

## 歴史
ロンドン・ジェネラル・オムニバス社（LGOC）は、1855年に当時ロンドンで運行していた馬車によるオムニバスサービスを統合し、規制するために設立された。1909年、ウォルサムストウのブラックホースレーンにある工場で、チーフモーターエンジニアのフランク・サールが設計したX型の自社用のモーターオムニバスの生産を開始した。X型に続いてサールが設計したB型は、最初の大量生産された商用車の1つと考えられている。
1912年、LGOCは当時ロンドン地下鉄の大部分と大規模な路面電車事業を所有していたアンダーグラウンド社に買収された。買収後の組織再編の一環として、バス製造部門は別会社として設立され、AECとしてよく知られるAssociated Equipment Companyと命名された。

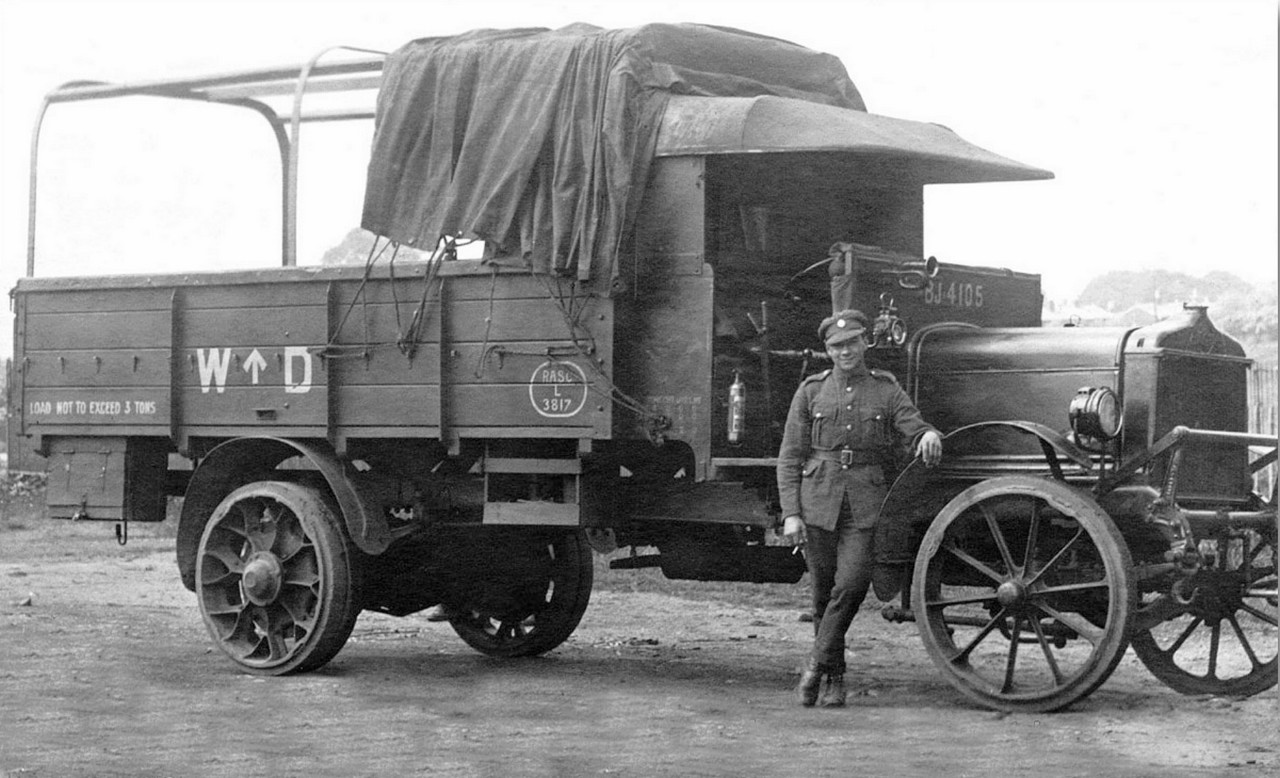
AEC Y型ローリー

AECの最初の商用車は、X型バスのシャーシをベースにしたローリー車であった。1914年に第一次世界大戦が勃発すると、アメリカ式のムービングトラック組立ラインによる大量生産が、増大する陸軍ローリーの需要に応えるために重要になった。AECは1916年に3トン積みのY型ローリーの大量生産を開始した。中にはダイムラー製のエンジンを搭載したものもあり、ダイムラーとしてバッジを付けて供給した。終戦後も生産が続けられ、1万台以上のY型ローリーが製造され、AECは国軍向けローリーの国内最大の供給者となった。

### 戦時中

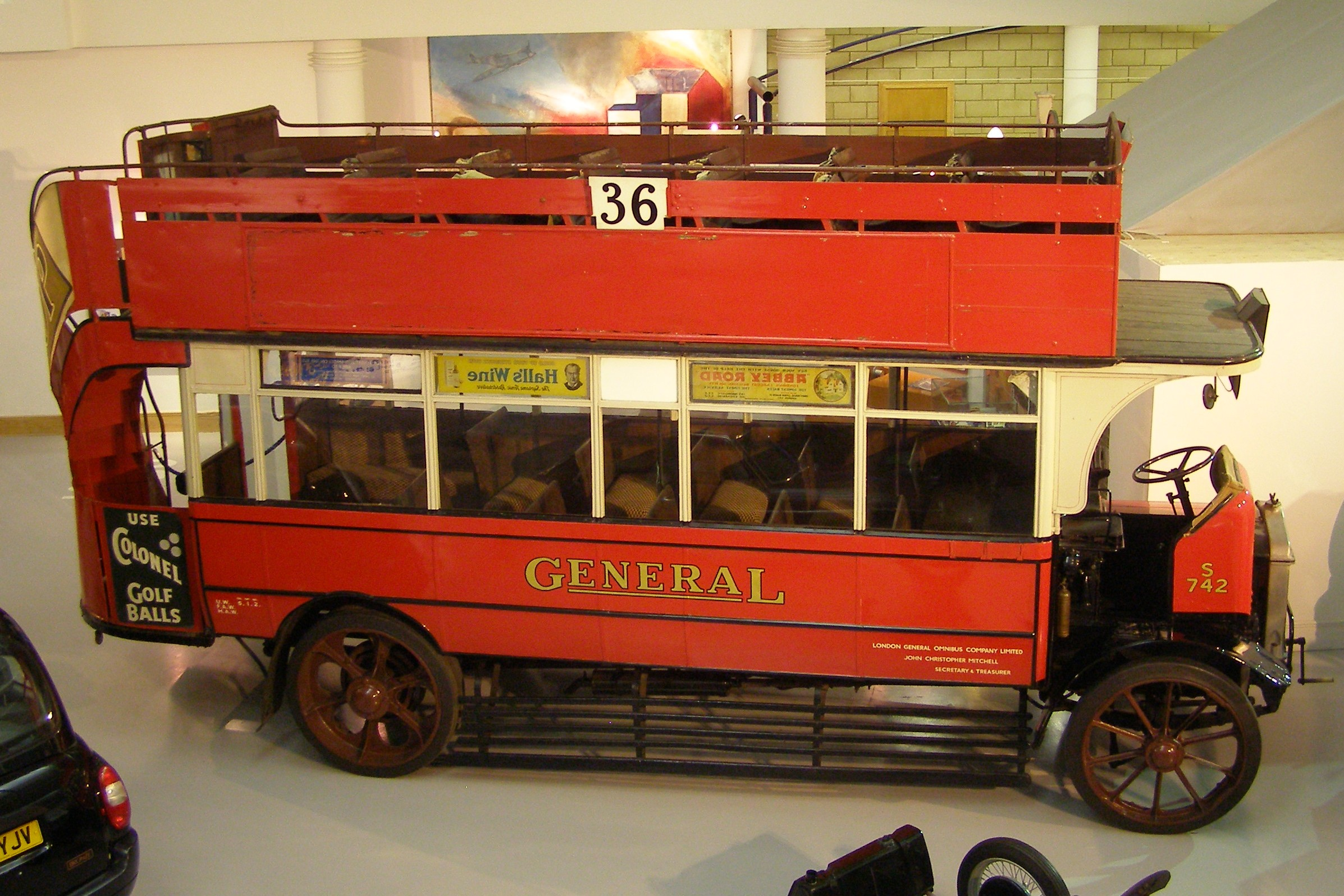
ヘリテージ・モーター・センターの1921年製AEC S型・バス

1926年、AECとダイムラーはアソシエイテッド・ダイムラー・カンパニーを設立したが、2年後に解散した。1927年、AECは製造拠点をウォルサムストウからサウスオールの新工場に移した。
1928年、G.J.ラッカムがチーフエンジニア兼デザイナーに任命された。彼は以前、レイランド・モーターズ（Leyland Motors）で働いており、彼のアイデアは品質と信頼性に対するAECの評判に大きく貢献した。
1929年からは、ローリーはMajestic、Mammoth、Mercuryなど、バスはRegent、Regal、Renownなど、Mから始まる新型車を生産するようになった。これらは初代「Mモデル」と呼ばれ、第二次世界大戦が終わるまで生産された。1930年代半ばになると、AECはディーゼルエンジンを全車種に導入した。
1931年から1938年まで、AECとイングリッシュ・エレクトリック社はトロリーバスを共同生産した。AECはシャーシを、イングリッシュ・エレクトリックは電気モーターと制御装置を供給した。
1932年、AECはアメリカの四輪駆動車（FWD）会社のイギリス子会社に資本参加し、これらの車両にAECの標準的な部品をより多く使用するようになった。混乱を避けるため、これらはハーディという名で販売された。1936年頃、生産は終了した。

### 第二次世界大戦

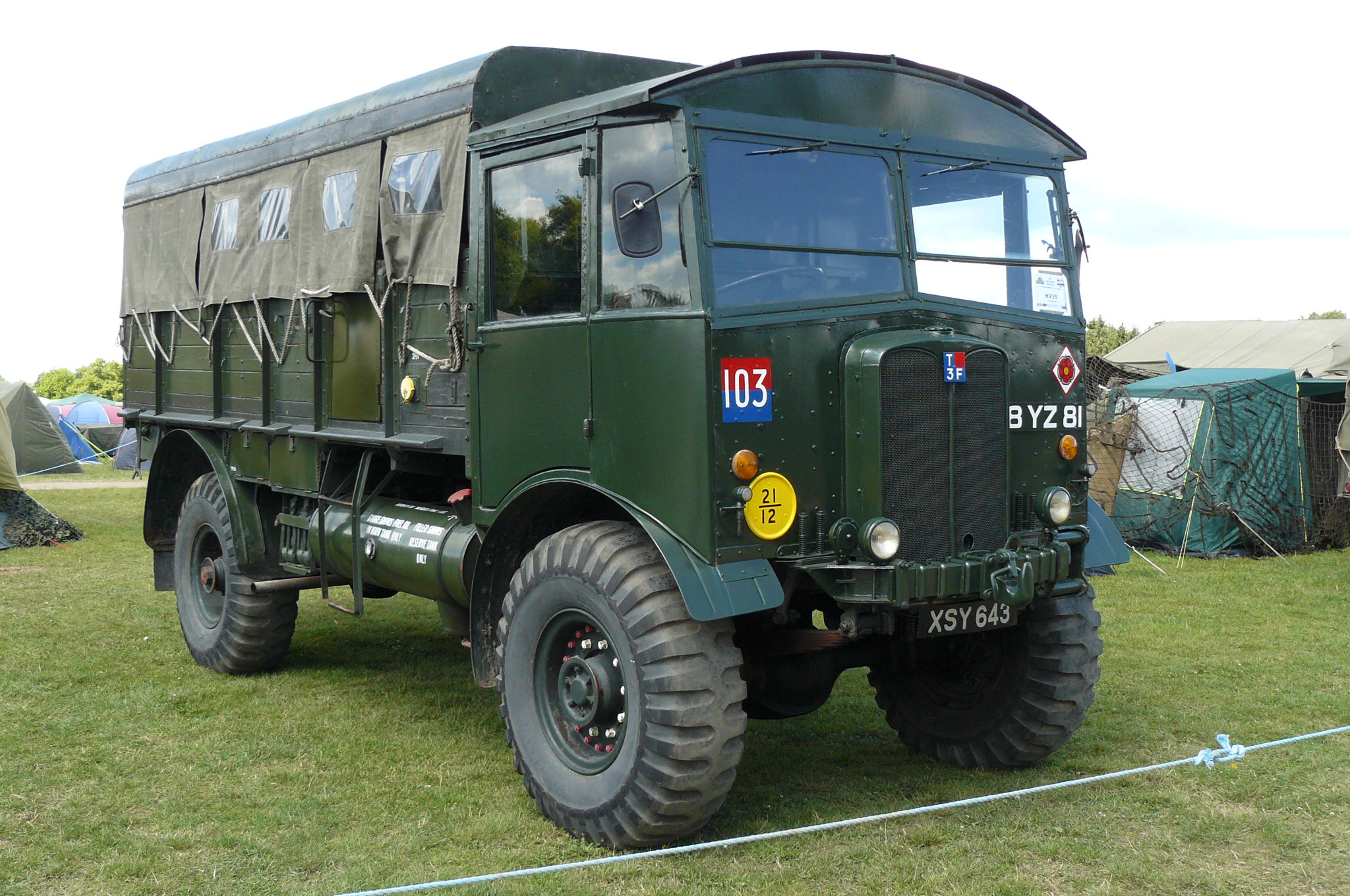
AECマタドール大砲トラクター

1941年に非軍事生産が終了し、それ以降1944年までAECは1万台近くの軍用車を生産した。戦時中、AECは10トンの4x4マタドール砲兵トラクター（AECのハーディFFベンチャーの経験を生かした商用4x2マタドールローリーの改良版）を生産した。マタドールは5.5インチ中型砲や3.7インチ単装砲などの砲を牽引するために使用された。マタドールのシャーシは、北アフリカで短期間使用された自走式6ポンド対戦車砲ディーコンの基礎として使われた。
この6x6バージョンは「AECマーシャル」と呼ばれたが、ほとんどの場合マタドールと呼ばれていた。
また、マタドールとマーシャルのシャーシをベースに400台のAEC装甲指揮車が製造され、「ドーチェスター」（ホテルの名前）として親しまれている。
1941年にはAEC装甲車生産が開始された。40mmから75mmまでの砲を搭載した3種類のマークが製造され、合計629台が製造された。戦後も引き続き使用されている。

### 戦後

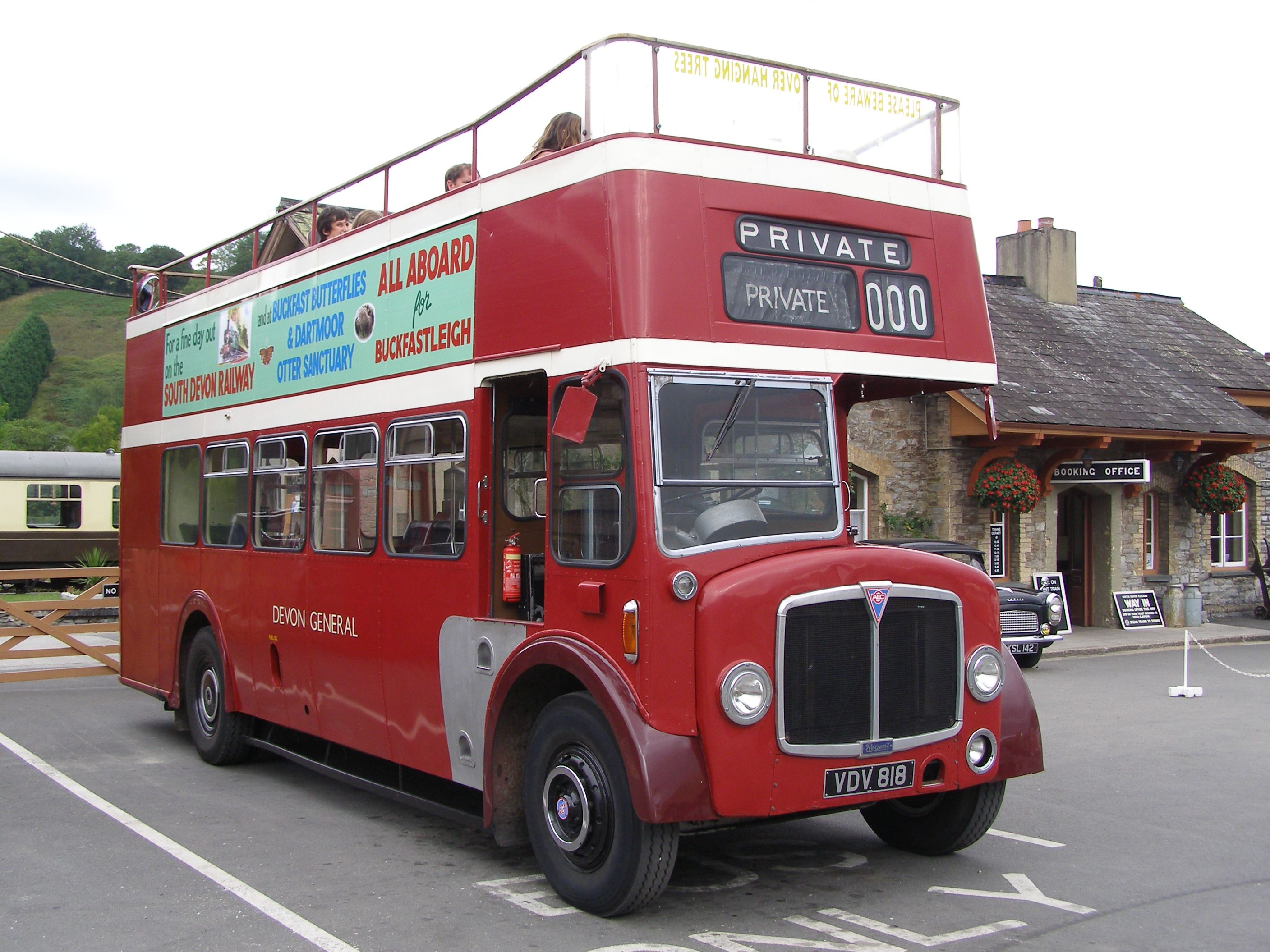
1957年製AECリージェントV

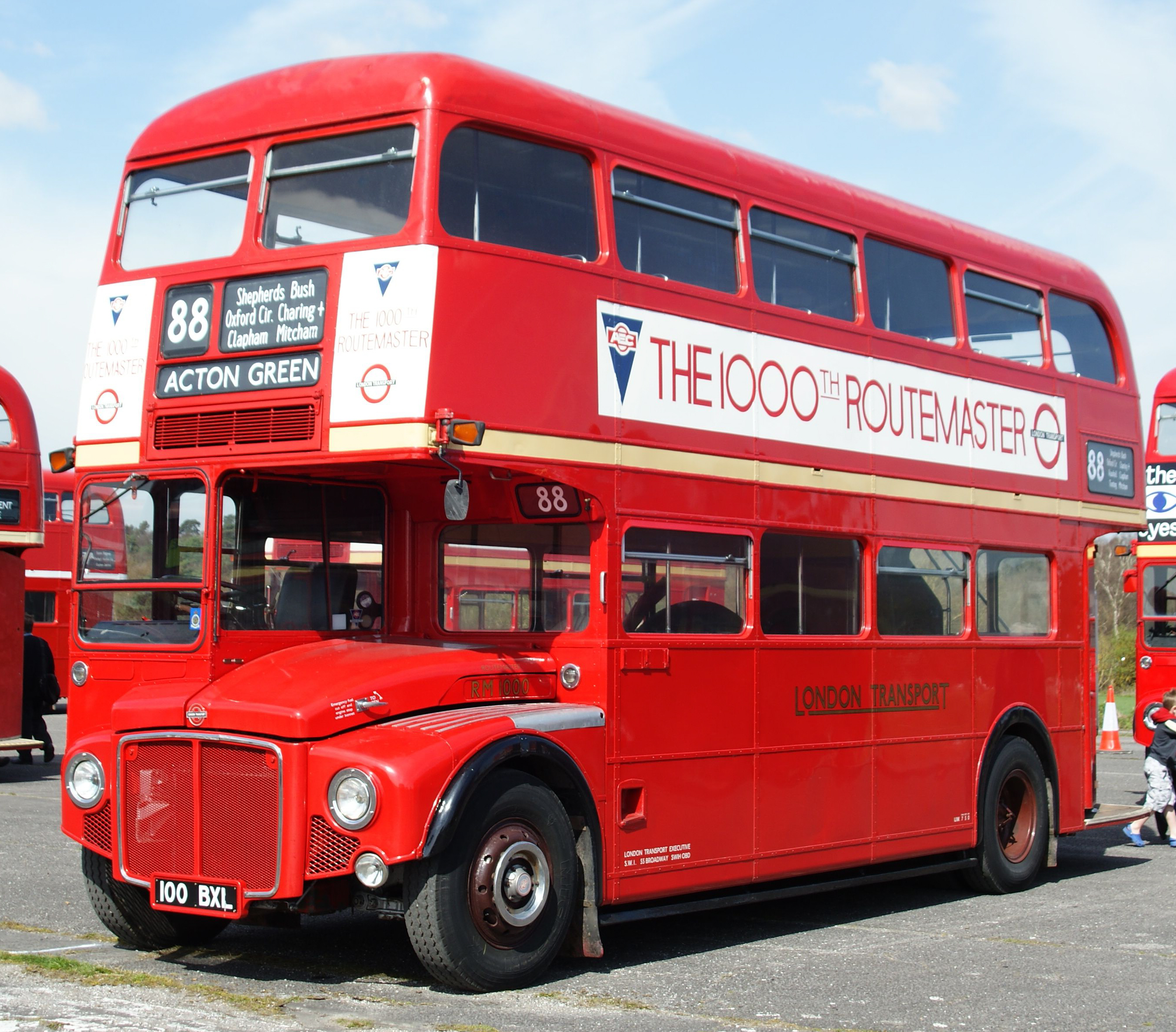
1961年製AEC・ルートマスター

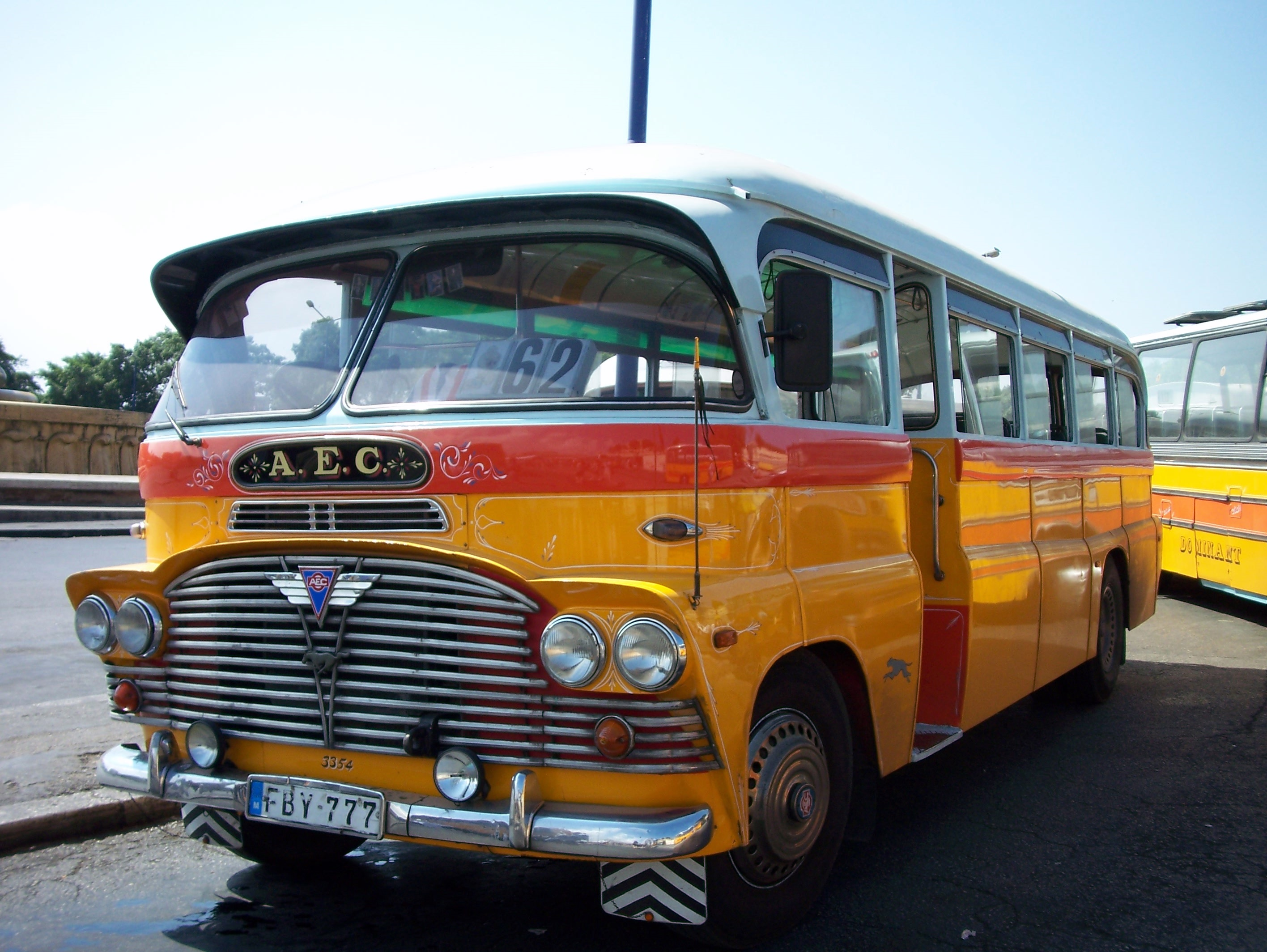
マルタのAECバス

1946年、AECとレイランド・モーターズは、トロリーバスやディーゼル鉄道車両用の牽引装置を製造する合弁会社ブリティッシュ・ユナイテッド・トラクションを設立した。
1946年、AECは 0661/20 リージェントIIと 0662/20 リーガルIの民間向け生産を再開した。これらは新型ではなく、AECの1939年仕様の最も基本的なバスモデルの再開である。シングルデッカーはリーガルIIとして販売される予定であったが、サウスオールの民間人が1936-8年の軽量型0862の名称を思い出し、その結果、発売宣伝の印刷後に名称が修正された。1946年末には戦後の0961RTが製造され、1948年にはMammoth Major、Matador、Monarch Mk IIIが、その後「地方型」のRegent IIIとRegal IIIが製造された。
1948 年、AECはクロスリー・モーターズと モーズレー・モーター・カンパニーを買収し、1948年10月1日に新たに買収した事業の持ち株会社としてアソシエイテッド・コマーシャル・ビークル(ACV)を設立、自社の製造会社は AEC Limited と改名された。AECのイニシャルは、Crossley Regentバスなど、一部のバッジエンジニアリングされたバージョンを除いて、同社の車両に残された。1949年、ACVはバスのコーチビルディング会社であるパーク・ロイヤル・ビークル社と、その子会社チャールズ・H・ロー社を買収した。パークロイヤルは、1950年代半ばにAECマーキュリー用に新しい運転台を設計し、この頃、全モデルに搭載された。
1961年、ACVはソーニクロフトを買収した。ソーンクロフト社の名前は、Nubianなどの空港用クラッシュテンダーとAntarオフロードトラクターユニットを除くすべての車両から消えた。AEC Dumptrukの生産はBasingstokeに移され、ソーニックロフト6速コンスタントメッシュギアボックス、後に9速、10速レンジチェンジバージョンがAEC、Albion、Leylandバスとローリーに装備された。
AEC社のエンジンは、1960年代にフィンランドのヴァナハ社のローリーやバスに採用された。

### レイランド買収
レイランド・モーターズは1962年にACVを買収した。AEC のローリーには、アルビオンを含むレイランドのいくつかの車種に使用されていたのと同じ「エルゴマティック」キャブが与えられた。1968年、最後の Routemasters が完成した時点で、AEC の二階建てバスはすべて製造中止となり、1979年には最後のバス、モーターコーチ、ローリーが製造された。AEC の名前は実際には 1977 年に商用車から消えたが、Leyland Marathon は 1979 年に British Leyland が工場を閉鎖するまで Southall 工場で生産されていた。1979年、レイランド（AEC）車の生産は残りのレイランドトラックとバス工場に移管された。